# Sherman Chauncey Bishop
Pour les articles homonymes, voir Bishop.
Sherman Chauncey Bishop est un herpétologiste et un arachnologiste américain, né le 18 novembre 1887 à Sloatsburg (New York) et mort le 28 mai 1951 à Rochester (New York).

## Biographie
Il grandit dans la région des Finger Lakes et devient étudiant à l’université Cornell en 1909. S’intéressant à l’entomologie et à l’herpétologie sous l’influence de son professeur Albert Hazen Wright (1820-1970). En 1912, il participe à une expédition conduite par Wright dans les marais de l'Okefenokee, situés à la frontière entre la Géorgie et la Floride. Après l’obtention de son diplôme en 1915, Bishop travaille pour le département d’État pour la conservation d’abord en entomologie avant d’obtenir un poste de zoologiste au New York State Museum à Albany.
La Première Guerre mondiale éclate et il s’engage alors dans la Navy en 1917. Après la guerre, il retourne à Muséum d’Albany et passe son doctorat en 1925. Il part en 1928, à l’université de Rochester où il devient professeur de zoologie des vertébrés en 1933. Bishop est l’auteur de nombreuses publications sur les arachnides, les amphibiens (notamment les salamandres dont il découvre quatorze nouvelles espèces). Il exerce une grande influence sur ses étudiants comme Arnold Brams Grobman (1918-2012) ou Joseph Anton Tihen (1918-2002).

## Source
- Kraig Adler (1989). Contributions to the History of Herpetology, Society for the study of amphibians and reptiles : 202 p.  (ISBN 0-916984-19-2)